# Franz Wibmer
Franz Wibmer (* 27. März 1962 in Wien) ist ein österreichischer Maler und Hochschullehrer.

## Leben
Franz Wibmer ist der Sohn der Maler Fanny Wibmer-Mikl und Josef Mikl und der Enkelsohn der österreichischen Dichterin Fanny Wibmer-Pedit. Er ist seit 1996 mit der Malerin Birgit Todt verheiratet. Er besuchte ab 1980 die Meisterschule für Malerei Max Weiler, die ab 1981 durch Arnulf Rainer weitergeführt wurde.
1985 erhielt er das Diplom Magister Artium („Boxfrösche“). Seit 2004 ist Franz Wibmer Univ. Ass. Prof. am Institut für Bildende Kunst/Akademie der bildenden Künste Wien.

## Ausstellungen
- 1982: Haus der Industrie, Wien
- 1983: Katholischer Hochschulverband, Wien
- 1983: Königliche Kunsthochschule, Stockholm
- 1987: Österreichisches Tabakmuseum, Wien
- 1988: Galerie Pannonia, Wien
- 1988: Katholische Hochschulgemeinde, Graz
- 1990: Galerie Serafin
- 1992: Kulturhaus Graz
- 1992: Pfarrhaus Hartberg
- 1992: Gesellschaft mit Bildern
- 1993: Kunsträume Vincen
- 1993: Die Erste/Filiale Kärntnerstraße
- 1994: Schloss Wolkersdorf
- 1995: Gesellschaft mit Bildern
- 1995: Galerie Serafin, Wien
- 1996: Portfolio Kunst AG, Linz
- 1996: An den eigenen Wänden – Franz Wibmer, Birgit Todt
- 1996: Herbergssuche, Wien
- 1996: Neue Bilder In der alten Wohnung – Franz Wibmer, Birgit Todt (G)
- 1997: Braincon, Wien
- 1998: Pro in Consulting, Wien
- 1998: Malerei auf 2000qm Arsenal Wien
- 1999: Galerie Serafin, Wien
- 1999: Schloss Hartberg
- 2000: Franz Wibmer. Galerie Gaudens Pedit, Lienz
- 2000: Franz Wibmer – Arbeiten auf Papier, Galerie Na Styku, Chrzanow
- 2000: „Aperto“ Privatatelier, Wien
- 2001: Franz Wibmer/Wieslaw Pastula, Galerie Solvay, Krakau 2001
- 2002: Franz Wibmer, Birgit Todt, Malerei und Zeichnung, Schloss Kallmünz/Italien
- 2002: „Neue Bilder in der alten Wohnung“,Wien
- 2002: Franz Wibmer – Malerei, BWA Rzeszow/Polen
- 2002: Franz Wibmer – Zeichnung und Druckgraphik, Schloss Krasiczyn, Polen
- 2003: Franz Wibmer, Galerie Solvay, Krakau
- 2004: Franz Wibmer, Austria Center Vienna, Wien
- 2005: Je ein Bild, St. Peter an d. Sperr, Wiener Neustadt
- 2006: „Franz Wibmer. Malerei und Grafik“, Galerie Schloß Puchheim
- 2007: Franz Wibmer, Salle de Bal, Wien
- 2010: „Wir leben und arbeiten in Wien“, Atelier & Gallery AREA 53
- 2010: Wiedereröffnung Atelier Jörgerstraße, Wien Franz Wibmer, Birgit Todt
- 2010: „Dolomiten Domino“, Lienz/Osttirol
- 2014: „Gartenhaus der Kunst“, Wien Nussdorf
- 2015: Franz Wibmer – Malerei, Galerie „Die Schöne“, Wien
- 2016: „Franz Wibmer – Mischtechnik und Unikatgraphik“, Galerie Exner Wien
- 2017: „Hin und Zurück“, Lienz Osttirol
- 2018: „Abstrakte Malerei in Österreich 1950 bis Heute“, Galerie Kopriva, Krems
- 2022: Franz Wibmer – „Zusammenspiel“, Schloss Wolkersdorf/Weinviertel

## Publikationen
- Franz Wibmer: Franz Wibmer. Wien 2002.
- Franz Wibmer: Franz Wibmer. Gegenwelten. Wien 1996.
- Franz Wibmer: Franz Wibmer. Malerei und Zeichnung. Wien 1992.